# Ultimatum (jeu télévisé)
Pour les articles homonymes, voir Ultimatum (homonymie).
 (juin 2020).
Si vous disposez d'ouvrages ou d'articles de référence ou si vous connaissez des sites web de qualité traitant du thème abordé ici, merci de compléter l'article en donnant les références utiles à sa vérifiabilité et en les liant à la section « Notes et références ».
Ultimatum est un jeu télévisé québécois animé par Yvan Ponton et diffusé entre le 3 septembre 2001 et le 28 mai 2004 sur le réseau TVA,.

## Le jeu
Cinq concurrents s'affrontaient durant toute la semaine. Au début de chaque émission, chacun a trois vies ainsi que trois outils de stratégie qui ne peuvent être utilisées qu'une seule fois par émission: le miroir, le ricochet et le piège.
Au début de l'émission du lundi, celui qui obtient le contrôle est déterminé au hasard; par la suite, c'est le gagnant de la veille qui obtient le contrôle au début.
La personne qui a le contrôle choisit parmi les douze catégories disponibles (Actualités, Animaux, Arts, Cinéma et télévision, Étonnant, Faits vécus, Géographie, Langues, Musique, Québec, Sciences et technologies, Sports et loisirs). Dans la première saison, il y avait cinq questions par catégorie, et dans les deuxième et troisième saison, il y en avait trois.
Une question est posée avec quatre choix de réponses. On doit diriger la question à l'adversaire de son choix ou utiliser le piège pour répondre immédiatement à la question.
Celui auquel la question a été dirigée peut répondre immédiatement à la question ou utiliser le miroir, pour redonner la question à celui qui avait le contrôle, ou le ricochet, pour diriger la question à un autre concurrent autre que celui qui avait le contrôle.
Une bonne réponse fait perdre une vie à celui qui avait le contrôle et donne ce dernier à celui qui a la bonne réponse. Une mauvaise réponse fait perdre une vie et celui qui avait le contrôle le garde.
Si celui qui a le contrôle utilise son piège, il désigne un concurrent qui perdra une vie si l'utilisateur du piège répond correctement.
Lorsqu'un joueur perd ses trois vies, il est retiré du jeu.
Lorsqu'il reste deux joueurs, on ne peut plus utiliser le ricochet.
On répète jusqu'à ce qu'il ne reste qu'un joueur, qui remporte le match. Le gagnant empoche 1 000 $.

## La ronde finale
Dans les deux premières saisons, le gagnant affrontait les autres concurrents. Après avoir choisi la catégorie de la question de la ronde finale, le gagnant doit éliminer le nombre de concurrents déterminé par le nombre de vies restants au gagnant à la fin de la première ronde. Dans la plupart des cas, il restait une vie au gagnant, faisant en sorte que trois des quatre adversaires participaient à la ronde finale.
Le gagnant va dans la cabine insonorisée pour ne pas entendre ce qui se passe sur la plateau. Pendant ce temps, les adversaires répondaient à la question de la catégorie choisie par le gagnant et pouvaient se consulter. Il comportait quatre choix de réponses comme pour les questions de la première ronde. Après que la réponse est validée par les adversaires, le gagnant revient et répond à la même question.
Après que les deux camps ont donné leur réponse, si le gagnant est le seul à avoir donné la bonne réponse, il empoche 4 000 $. Si les adversaires donnent la bonne réponse, ils empochent 500 $ chacun, qui sont retranchés du 4 000 $ du gagnant si ce dernier donne lui aussi la bonne réponse.
Dans la troisième saison, le gagnant de la première ronde, qui empochait 500 $, choisissait la catégorie de la question de la ronde finale. Cette fois, seul le gagnant y répondait pour 1 000 $.
À la fin de l'émission du vendredi, celui qui a le plus d'argent est le gagnant de la semaine. Dans les deux premières saisons, le gagnant revient à la semaine suivante. Si deux ou plusieurs joueurs sont à égalité à la fin de l'émission de vendredi, ils reviennent tous à la semaine suivante.
La troisième saison était différente des deux premières. Il y avait cinq tournois thématiques, qui duraient six semaines chacun : Métiers en uniforme, Familles (deux fois de suite), Artistes et Générations. Le gagnant de chacune des cinq premières semaines revenait pour la sixième semaine, à la fin de laquelle le gagnant ajoutait 40 000 $ à ses gains. Dans les tournois "Familles", il y avait des équipes de trois concurrents de la même famille. Un seul concurrent de chaque équipe pouvait participer à chaque émission, et si ce concurrent passe en ronde finale, les trois membres de son équipe étaient présents et pouvaient se consulter pour répondre à la question.
De plus, dans la troisième saison, il ne peut y avoir qu'un seul gagnant par semaine. S'il y a égalité à la fin de l'émission du vendredi, on va en « sprint final » pour déterminer le gagnant de la semaine: Une seule question (sans choix de réponse) est posée aux joueurs à égalité. Celui qui est le plus rapide à appuyer sur le bouton-témoin et à répondre à la question l'emporte.